# Juan Seguín
Juan Nepomuceno Seguín (San Antonio de Béxar, Nueva España, 27 de octubre de 1806 – Nuevo Laredo, Tamaulipas, México, 27 de agosto de 1890) fue un senador, alcalde, juez de paz y un participante prominente en la Independencia de Texas. Era hijo de Juan Erasmo Seguín y tío del General Ignacio Zaragoza.

## Primeros años y familia
Fue el mayor de dos hijos de Erasmo Seguín y María Josefa Becerra (españoles originarios de las Islas Canarias). Como hijo de un administrador de correos, que ayudaría a su madre en el negocio, mientras que su padre fue uno de los ponentes de redacción de la Constitución Mexicana de 1824. En 1825, se casó con María Gertrudis Flores de Abrego. Tuvieron diez hijos. Fue elegido concejal en diciembre de 1828 y sirvió en numerosas juntas electorales antes de convertirse en el alcalde de San Antonio en diciembre de 1833. Luego se desempeñó como jefe político de Béxar en 1834, cuando el anterior jefe se enfermó. En 1835, lideró una fuerza de socorro a Monclova, cuando el gobernador federalista pidió ayuda.

## Independencia de Texas
Cuando era un adolescente en México, tuvo un fuerte interés en la política. Cuando, Antonio López de Santa Anna derogó la Constitución mexicana de 1824, fue muy crítico de su líder mexicano contemporáneo y con mucho gusto se unió a la Revolución para librar a Texas del gobierno de Santa Anna. En 1835-1836  Seguín reclutó tropas y mandó en el ejército texano. Fue nombrado capitán por Stephen F. Austin en octubre de 1835 y se encargaría de suministrar a las tropas texanas con cargas de alimentos y provisiones. Juan fue enviado a explorar las Misiones de San Antonio en busca de un campo de base adecuado para los texanos y participó con éxito en la Batalla de Concepción y dos meses después, el sitio de Béxar, que condujo a las tropas de Martin Perfecto de Cos fuera de Texas.
En enero de 1836, fue comisionado como capitán en el ejército regular de Texas. Tras el regreso del ejército mexicano al mando de Santa Anna, Juan se uniría a William B. Travis el 23 de febrero, en la batalla de El Álamo. A pesar de servir en El Álamo, durante el asedio, en realidad no participó en la batalla final, pero su participación fue muy importante en la emboscada de San Jacinto. Dado que Seguín hablaba algo de inglés y español fue elegido para llevar el mensaje a través de las líneas enemigas en El Álamo, que los texanos "nunca se iban a rendir ni retroceder." Seguín obtuvo ese mensaje a través de los otros soldados, en el lado texano. A continuación, fue en busca de hombres para reforzar El Álamo, pero cuando regresó, este ya había caído ante el ejército mexicano comandado por el general Santa Anna.

## Vida en la República de Texas
Después de convertirse Texas en una república, recibió la fortaleza de El Álamo el 4 de junio de 1836 del ejército mexicano en retirada y sería nombrado jefe militar en San Antonio, al mando de una fuerza para defender la frontera occidental. En 1837, el Coronel Seguín dirigiría el entierro de las cenizas de los muertos defensores de El Álamo. En 1839, Seguín era el jefe de una fuerza texana de unos cincuenta y cuatro hombres que protegían a los colonos en la campaña de Henry Karnes en contra de la hostilidad de los indios comanches.
Seguín fue elegido como senador de Texas en 1839 y trabajó en estrecha colaboración con el congresista José Antonio Navarro, para garantizar los intereses de los ciudadanos hispanos de Texas, que se estaban convirtiendo rápidamente en la minoría política. En 1839, un pueblo a cincuenta kilómetros al este de San Antonio, fue nombrado con su propio apellido, Seguin. En 1840, renunció a su escaño en el Congreso con el fin de unirse a una polémica campaña contra el gobierno centralista de la Ciudad de México. Juan se convirtió en alcalde de San Antonio en 1841.
Texas fue inundada por los filibusteros estadounidenses con hambre de aventura y tierras del Norte, que no estaban familiarizados con la historia nativa y su apoyo leal a Texas. Su liderazgo y la lealtad sería cuestionada por los recién llegados. Al negarse a quemar San Antonio, ante el avance de una expedición mexicana, por orden del nuevo jefe de las fuerzas armadas de Texas.
En 1842, San Antonio sería invadida en dos ocasiones, por las fuerzas mexicanas. En marzo de 1842, el coronel Seguín y los ciudadanos de San Antonio buscaron refugio en el rancho de Manuel N. Flores en la ciudad de Seguin. Un contraataque fue planeado y aunque Seguín fue perseguido por el ejército de Rafael Vásquez, fue condenado por ser culpable del ataque.
Seguín renunció a su cargo en abril, debido a las amenazas contra su vida. La oposición a su defensa de los derechos de Texas, las adversidades, y falsas acusaciones de que estaba ayudando al ejército mexicano. Huyó a México para "buscar refugio entre mis enemigos", donde fue capturado, detenido y obligado a alistarse en el ejército mexicano como personal funcionario. Regresaría a San Antonio en el ejército de Adrian Woll en septiembre de 1842 y más tarde sirvió a Santa Anna en la Guerra de intervención estadounidense de 1846-1848.

## Últimos años
En febrero de 1848, Juan pidió permiso para regresar a Texas. A finales de año, había vuelto a Texas, estableciendo un hogar al lado de la casa de su padre Erasmo Seguín, y un rancho en Floresville, Texas. Fue elegido para dos mandatos como Juez de Paz del Condado de Béxar en 1852 y 1854. Se convirtió en uno de los fundadores del Partido Demócrata en el condado. En 1858, publicó sus memorias de la vida. Seguín se desempeñó como juez del condado en Wilson en 1869. Sin embargo, los negocios de vez en cuando lo llevaban de regreso a México. Y alrededor de 1883, se estableció en Nuevo Laredo, Tamaulipas, México, para estar cerca de su hijo Santiago, quien fue alcalde. Murió allí el 27 de agosto de 1890. Sus restos fueron devueltos a Texas en 1974 y enterrados en su ciudad del mismo nombre durante las ceremonias del 4 de julio de 1976. Un gran monumento, que le representa a él a caballo, portando su sable, le honra en el parque central de la ciudad de Seguin.